# Black Rhinos Football Club
El Black Rhinos Football Club és un club zimbabuès de futbol de la ciutat d'Harare. L'equip pertany a l'exèrcit del país.

## Història
El club nasqué l'any 1984 escindit del Highlanders Football Club amb un gran equip que tenia els millors futbolistes del país, com Stanford "Stix" Mtizwa, Japhet "Shortcat" Mparutsa, Stanley "Sinyo" Ndunduma, Maronga "The Bomber" Nyangela, Jerry "Dzungu" Chidawa, Simon "AK-47" Mugabe i Hamid "Muzukuru" Dhana. El club guanyà la lliga en aquesta primera temporada. Des d'aleshores el club s'ha mantingut en un segon nivell.

## Palmarès
- Lliga zimbabuesa de futbol[2]
  - 1984 i 1987

- Copa zimbabuesa de futbol[3]
  - 1984